# Horní Žďár (Jindřichův Hradec)
Horní Žďár (německy Ober Mühl) je vesnice, část města Jindřichův Hradec v okrese Jindřichův Hradec v Jihočeském kraji. Nachází se asi čtyři kilometry jižně od Jindřichova Hradce. Prochází zde silnice I/34. Horní Žďár leží v katastrálním území Horní Žďár u Jindřichova Hradce o rozloze 3,23 km².

## Historie
První písemná zmínka o vesnici pochází z roku 1654.

## Obyvatelstvo
| Rok            | 1869 | 1880 | 1890 | 1900 | 1910 | 1921 | 1930 | 1950 | 1961 | 1970 | 1980 | 1991 | 2001 | 2011 | 2021 |
| -------------- | ---- | ---- | ---- | ---- | ---- | ---- | ---- | ---- | ---- | ---- | ---- | ---- | ---- | ---- | ---- |
| Počet obyvatel | 223  | 232  | 186  | 209  | 204  | 192  | 205  | 163  | 151  | 132  | 89   | 108  | 118  | 222  | 250  |
| Počet domů     | 30   | 32   | 31   | 31   | 31   | 32   | 34   | 31   | 27   | 27   | 27   | 32   | 36   | 74   | 85   |

## Obecní správa
Při sčítání lidu v letech 1850–1879 Horní Žďár byla osadou obce Dolní Pěna v okrese Jindřichův Hradec. V letech 1880–1959 byla samostatnou obcí v okrese Jindřichův Hradec. Od roku 1960 je částí města Jindřichův Hradec ve stejnojmenném okrese.

## Galerie

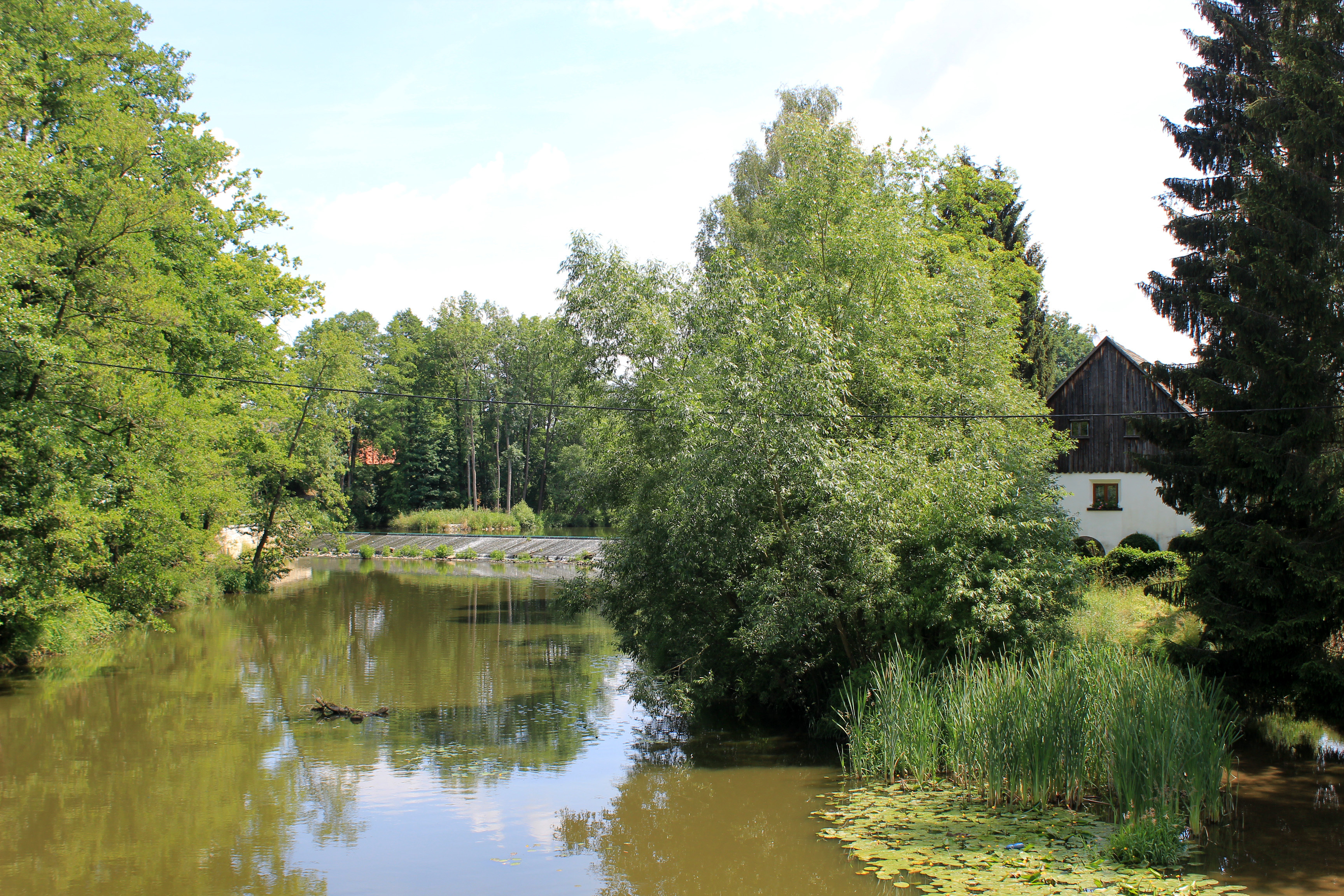
Nežárka
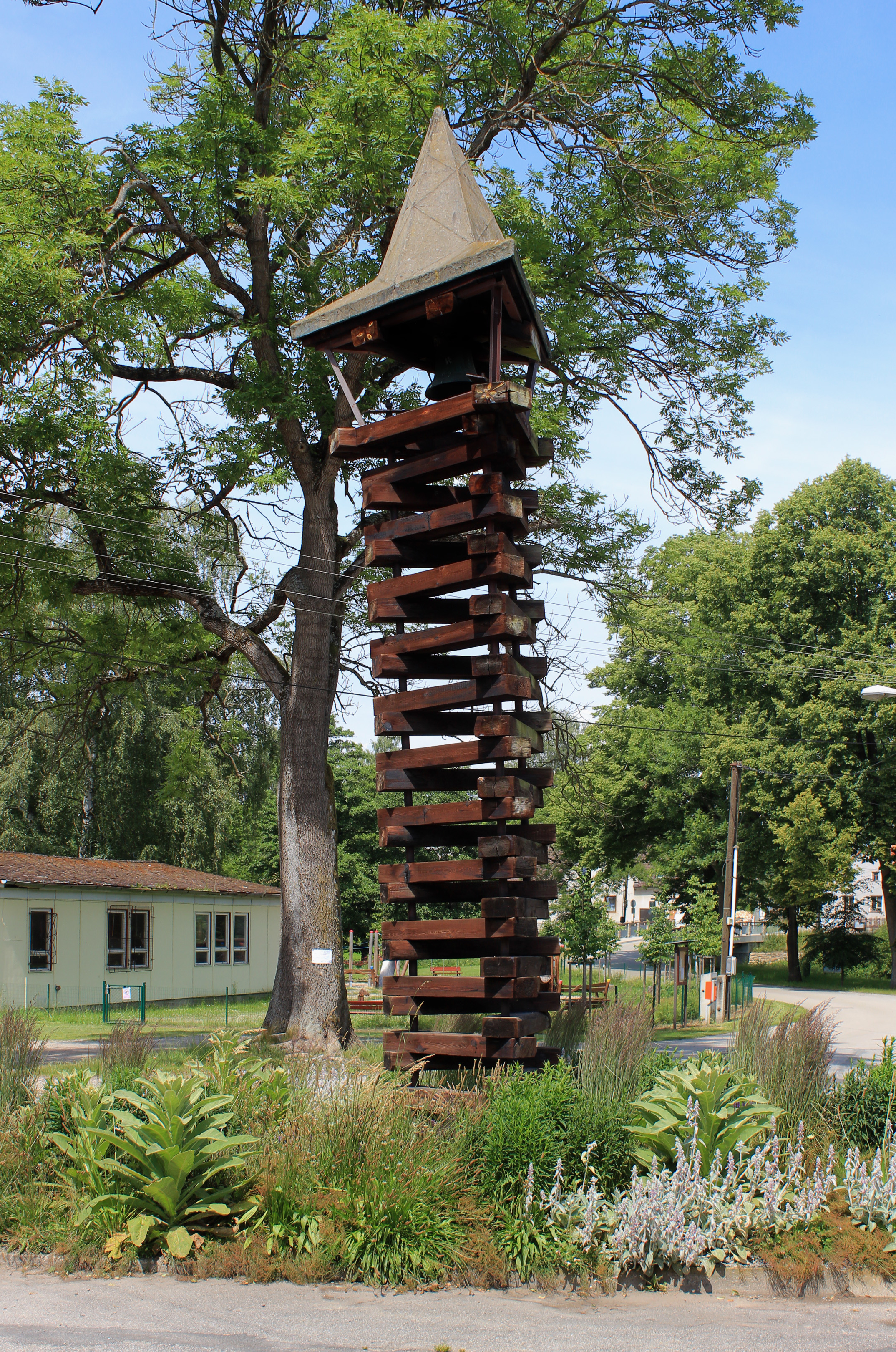
Netradiční zvonice na malé návsi
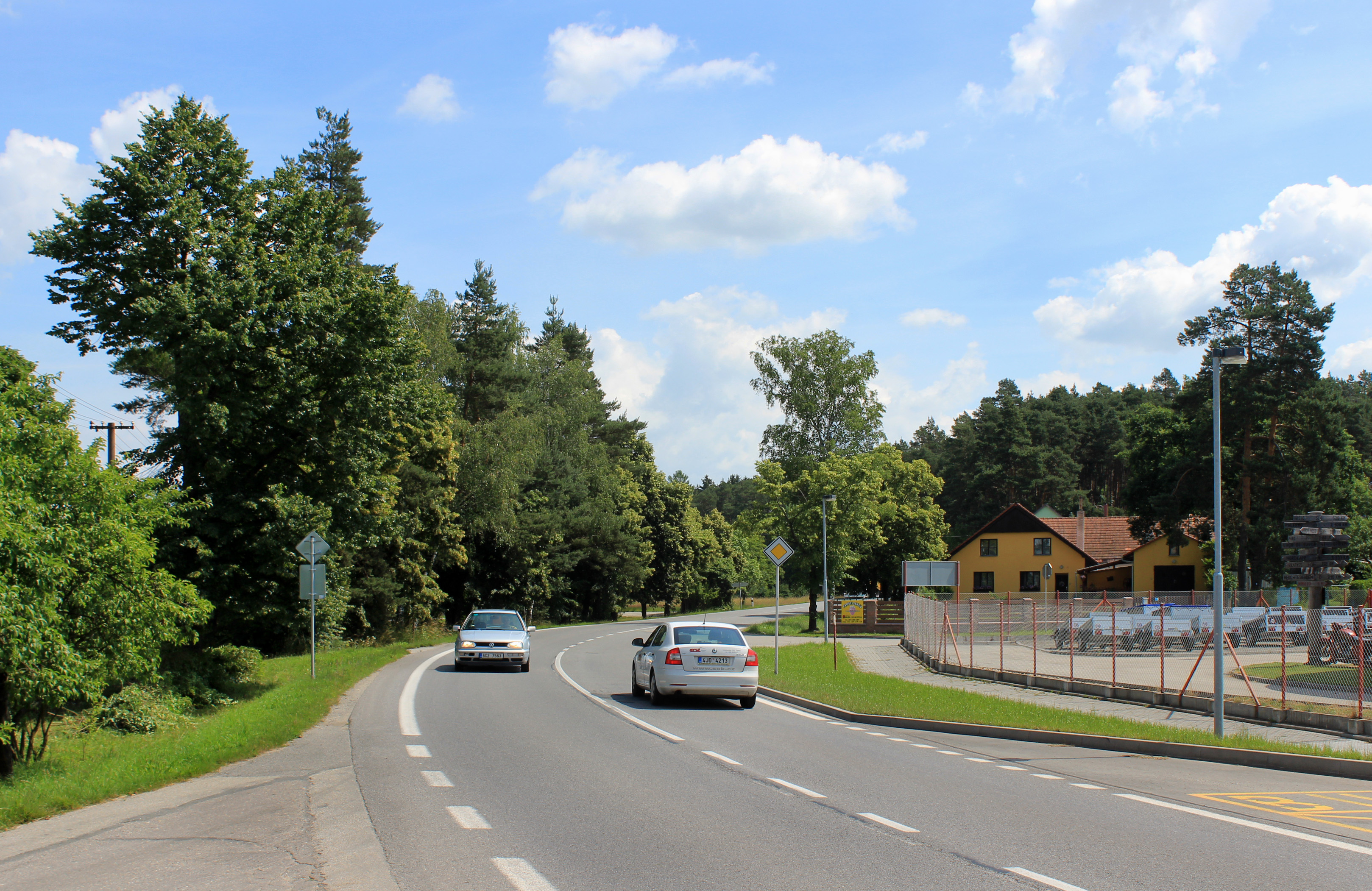
Silnice I. třídy č. 34